# 7770 Siljan
7770 Siljan este un asteroid din centura principală de asteroizi.

## Descriere
7770 Siljan este un asteroid din centura principală de asteroizi. A fost descoperit pe 2 martie 1992 la Observatorul La Silla în cadrul programului UESAC. El prezintă o orbită caracterizată de o semiaxă mare de 2,89 ua, o excentricitate de 0,08 și o înclinație de 3,3° în raport cu ecliptica.